# Josef Bidlingmaier
Josef Bidlingmaier (* 25. Dezember 1870 in Straßdorf bei Schwäbisch Gmünd; † 20. Januar 1967) war ein deutscher Uhrenfabrikant und Gründer der Uhrenfabrik Bifora.

## Werdegang
Bidlingmaier erlernte in der Schweiz das Handwerk des Goldschmiedes. Seine Wanderjahre führten ihn fast sieben Jahre in die Vereinigten Staaten. Nach seiner Rückkehr gründete er 1900 in Schwäbisch Gmünd eine Spezialfabrik für Armbanduhren und führte sie zu einem international anerkannten Unternehmen mit zeitweise mehr als 1000 Mitarbeitern.   
Seine Heimatstadt Schwäbisch Gmünd verlieh ihm 1960, „zum 90. Geburtstag in Anerkennung seines unternehmerischen Lebenswerkes, seiner regen sozialen Tätigkeit und für die besondere Förderung des industriellen Lebens der Stadt und die Festigung ihres guten Rufes im In- und Ausland durch die von seiner Firma erzeugten Bifora-Armbanduhren“, die Ehrenbürgerschaft. Er wurde auf dem Gmünder Leonhardsfriedhof beigesetzt.

## Ehrungen
- 1952: Verdienstkreuz der Bundesrepublik Deutschland
- 1960: Ehrenbürgerschaft der Stadt Schwäbisch Gmünd[2]
- In Bahnhofsnähe erinnert die Josef-Bidlingmaier-Straße in seiner Heimatstadt an den Unternehmer.